# Schlettereriella flaviceps
Schlettereriella flaviceps är en stekelart som först beskrevs av Günther Enderlein 1912.  Schlettereriella flaviceps ingår i släktet Schlettereriella och familjen bracksteklar. Inga underarter finns listade i Catalogue of Life.